# Pilocrocis plumipes
Pilocrocis plumipes là một loài bướm đêm trong họ Crambidae.